# Martin Štrbák
Martin Štrbák (Prešov, 15 gennaio 1975) è un ex hockeista su ghiaccio slovacco.

## Palmarès

### Mondiali
- 3 medaglie:
  - 1 oro (Svezia 2002)
  - 1 argento (Russia 2000)
  - 1 bronzo (Finlandia 2003)